# Red ATB
Red ATB (Asociación de Teledifusoras Boliviana) est une chaîne de télévision bolivienne. Elle diffuse des nouvelles, sports, telenovelas, émissions pour enfants, etc.

## Propriétaire
- 1984-1992 : Groupe Garafulic
- 1992-2010 : Groupe Garafulic (70 %) et Televisa (30 %)
- 2000-2012 : Groupe Garafulic (70 %) et Prisa (30 %)
- 2002-2018 : Prisa
- 2008-2014 : Aikashi Investments
- 2014-2021 : Invesbol
- Depuis 2021 : ATBMedia
- Depuis 2023 : Telefónica

## Émissions
- ATB Noticias (journal télévisé)
  - Noticiero Aymara Quechua
  - ATB Noticias 2da Edicion
  - Avance Informativo
  - ATB Noticias 3ra Edicion
  - Resumen de Noticias
  - Noticiero de Domingo
- Deporte Total (sport)
- Primera de ATB (journal télévisé)
- Viva la Mañana
- Pica (jeunesse)
- Magica Aventura
- Día a Día con Sandra
- Graduados (Telefe, 2012-2013) (telenovela)
- Brujerías (enfant)
- SKP
- Montecristo (telenovela)
- Anoticiando (sport)
- Corto Verano
- Lynch
- El Popularisimo
- Animal Mechanicals (enfant)
- Super Tirador (Hungry Heart) (animé)
- Saberes y Sabores
- Victorious (Nickelodeon, 2010-2013) (sitcom adolescent)
- Dos Hombres y Medio (Two and a Half Men) (CBS, 2003-2015) (sitcom)
- Sabados Populares
- ATB de Pelicula (cinéma)
  - ATB de Pelicula Familiar
  - ATB de Pelicula Impacto
  - ATB de Pelicula Estelar
  - ATB de Pelicula Sin Control
- El Ojo del Alma
- The Dr. Oz Show (depuis 2009) (talk show)
- Anger Management (FX, 2012-2014) (série)
- Esta Boca es Mía
- Show de Sábado
- Made in Jersey (CBS, 2012) (série)
- Men at Work (TBS, 2012-2014) (sitcom)
- Tortugas Ninja (Teenage Mutant Ninja Turtles (Nickelodeon, depuis 2012) (série d'animation)
- iCarly (Nickelodeon, 2007-2012) (sitcom adolescent)
- Dragones de Berk (Dragons Riders of Berk) (Cartoon Network, depuis 2012) (série d'animation)
- Esta Casa No es Hotel
- Contame

## Telenovelas et séries
- Oro verde (1987)
- Dos caminos (1988)
- Coca (1989)
- La bicicleta de los Huanca (1993)
- Radio Pasión (1993-1994)
- Teleniqueñaque (1994)
- Esta boca es mía (1994-2014)
- Cabo de risa (1996)
- Fuego Cruzado (1996)
- Historias del vecino (1996)
- La plaga (1996)
- Tres de nosotras (2002)
- Atrapasueños (2002)
- Derechos reservados (2007)
- Los Mismos (2007-2009)
- El País de las Maravillas (2008-2019)
- Anselmo Vargas (2011)
- Hay equipo (2015)
- Picante surtido (2016)
- Sigo siendo el rey (2017)
- Una noche de navidad (2019)
- Con el corazón (2020)
- P.I.E. (2020)
- Matafuegos (2020)
- Migafonos (2021)
- Alma desnuda (2021)